# Prutul de Jos
Prutul de Jos (Roemeens: Rezervația Prutul de Jos) is een wetenschappelijk reservaat in het arrondissement Cahul, Moldavië en werd opgericht op 23 april 1991. Het heeft een oppervlakte van 1.691 ha. Het werd opgericht om het ecosysteem van meren en uiterwaarden van de benedenloop van de rivier de Proet te behouden en te bestuderen, om gunstige omstandigheden te creëren voor de voortplanting van zeldzame en bedreigde planten- en diersoorten.
De avifauna van Prutul de Jos wordt vertegenwoordigd door meer dan 196 soorten, waarvan 45 soorten zijn opgenomen in het Rode Boek van Moldavië en onder internationale bescherming staan. Op het meer kunnen, afhankelijk van het seizoen, reigers, aalscholvers, meeuwen, eenden, ganzen, zwanen, sterns worden gespot, evenals kolonies van honderden of zelfs duizenden pelikanen. 
Het park is aangewezen als Important Bird Area door BirdLife International vanwege het belang voor significante populaties van roodhalsgans, ijsvogel, witoogeend en andere watervogels.

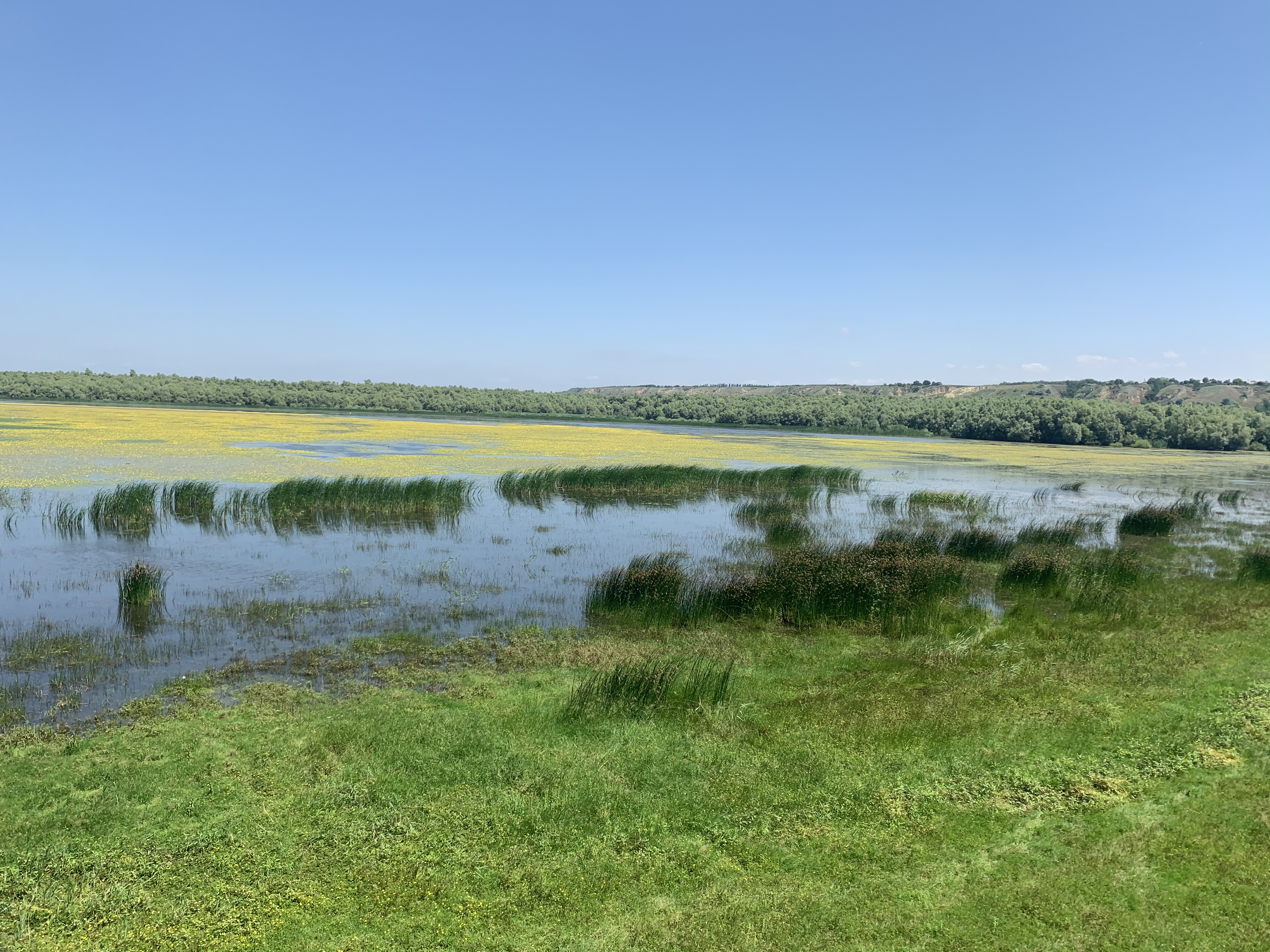
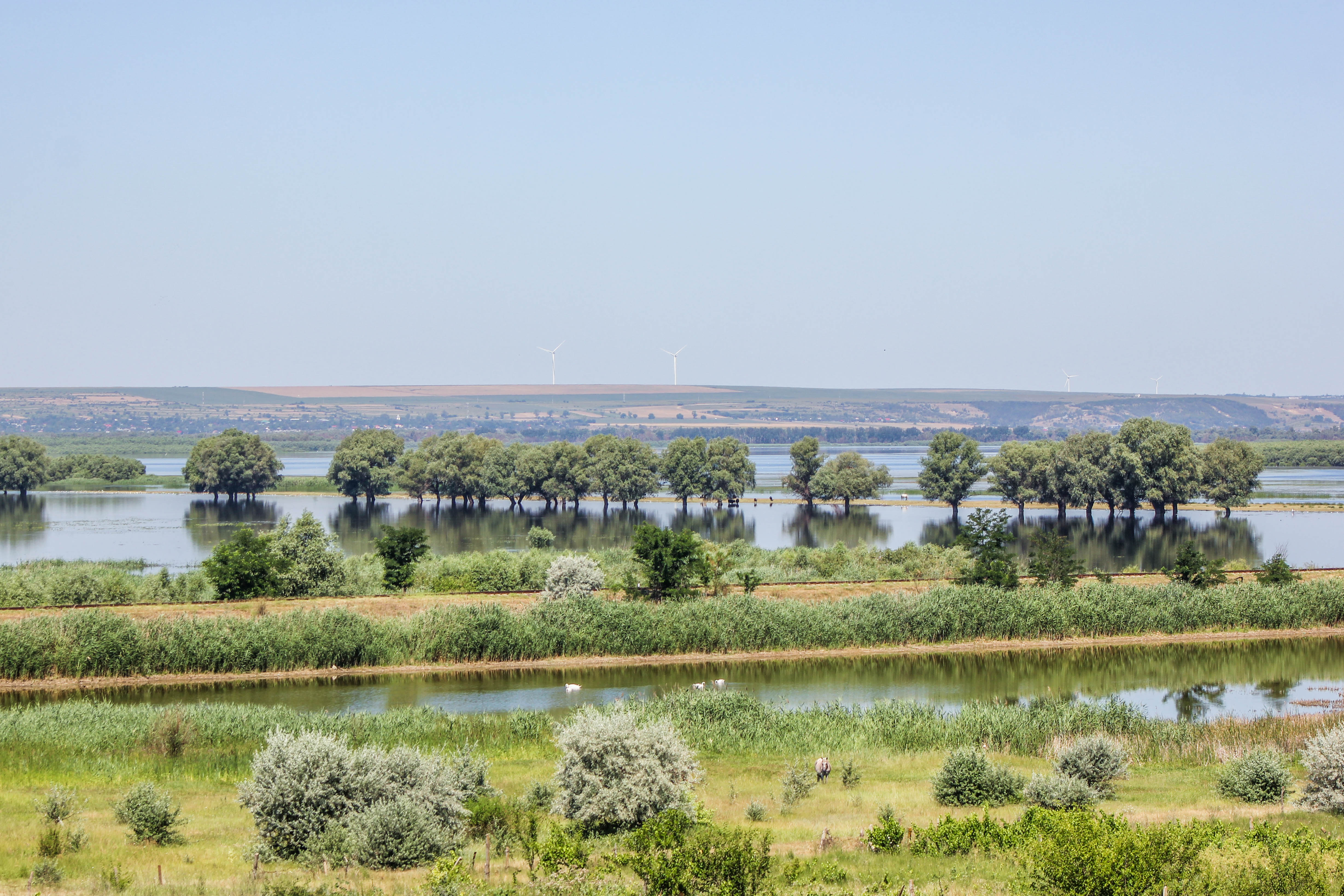
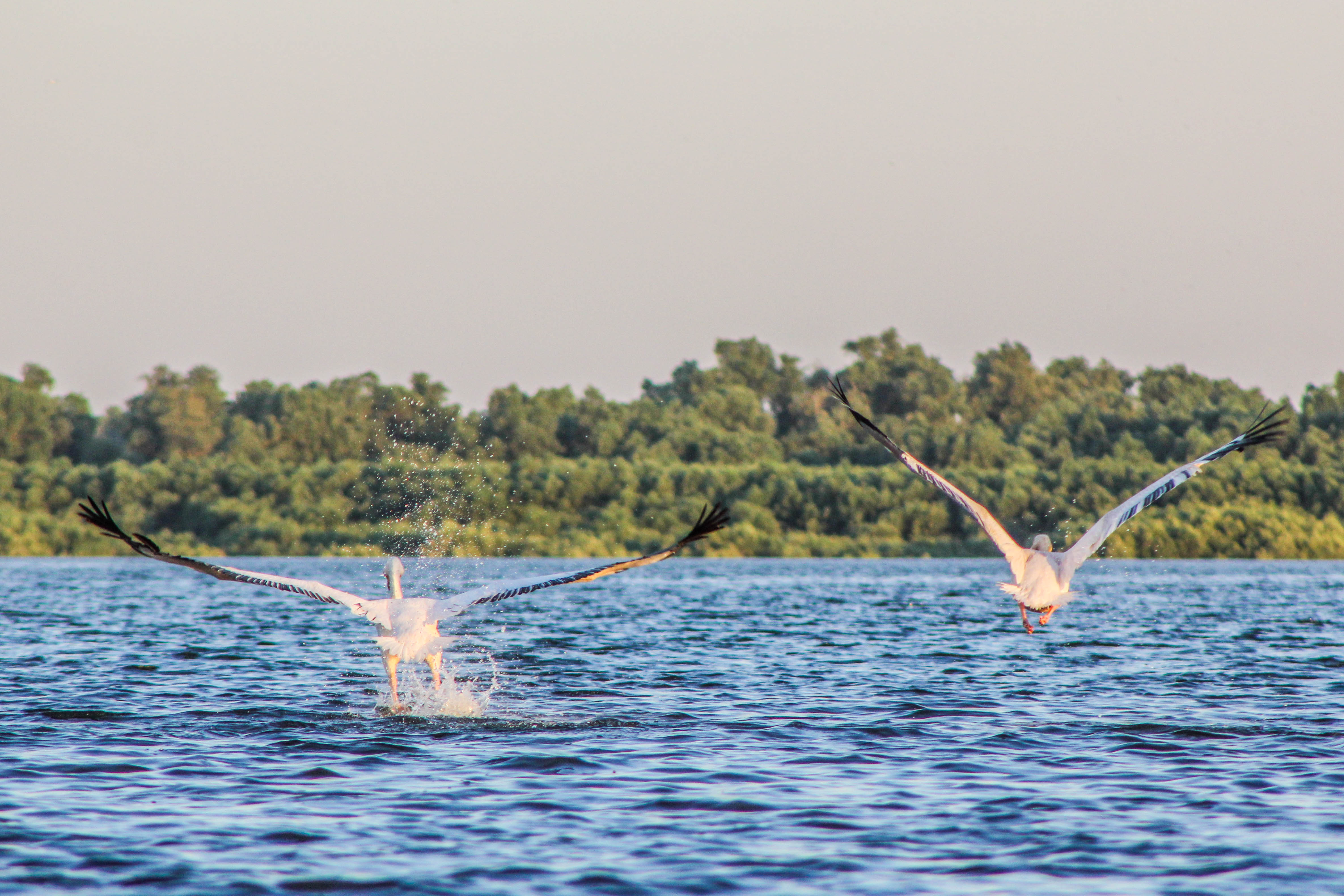
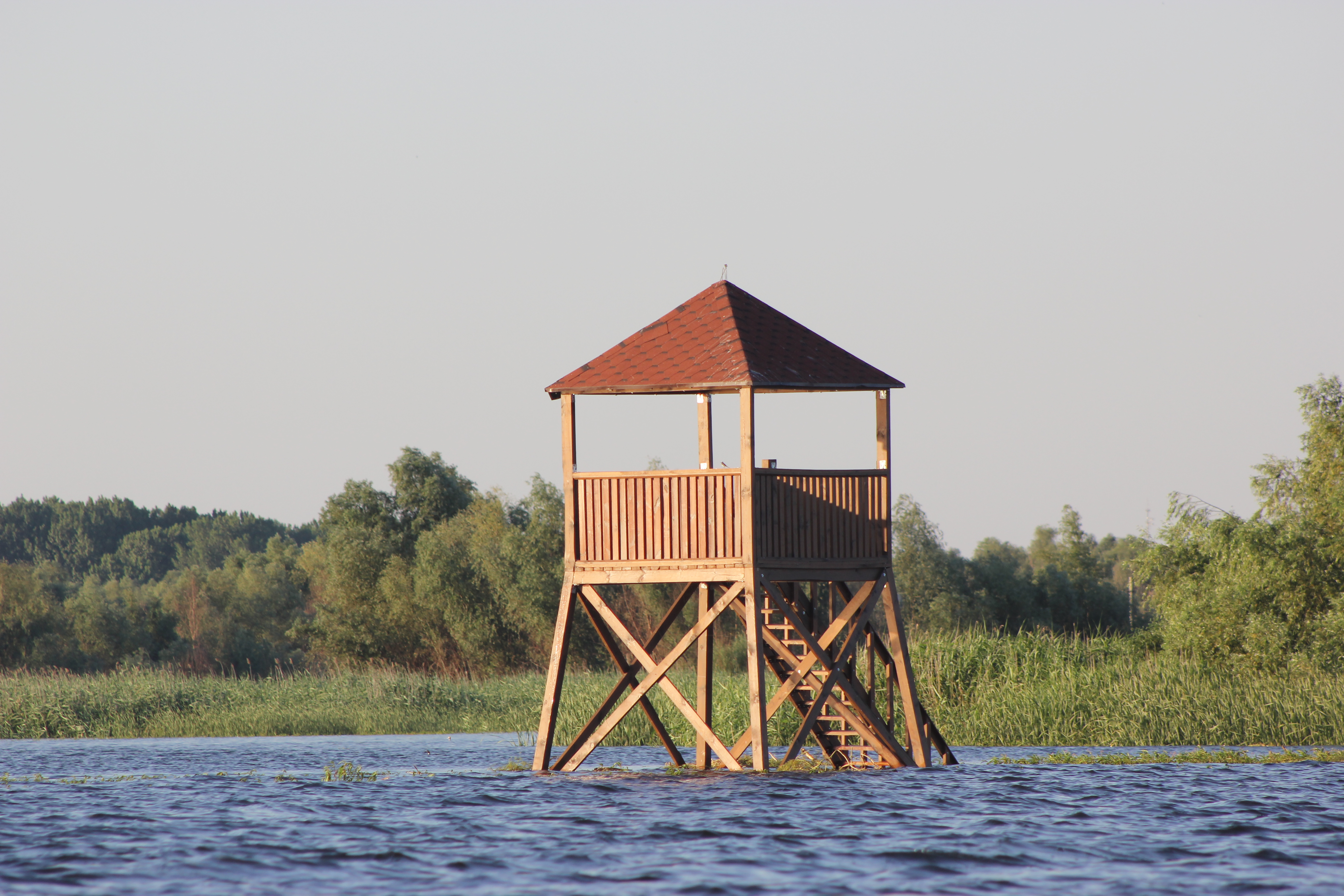